# Philip Goldson Highway
Northern Highway

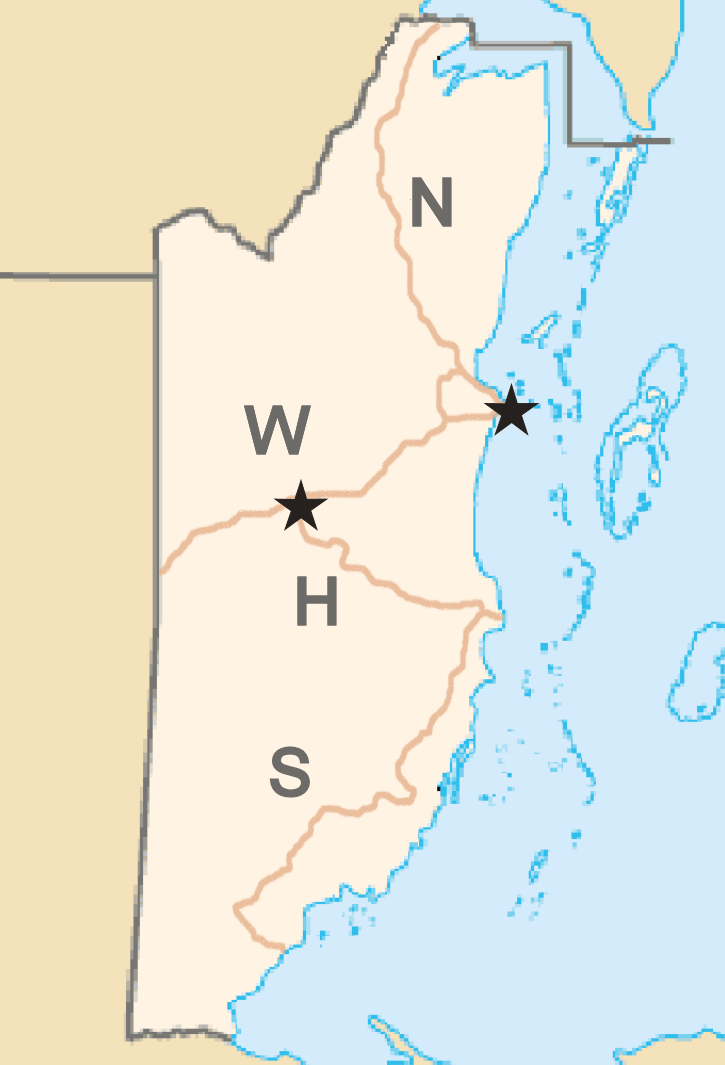
Carte du Belize représentant le réseau routier principal du pays avec la Northern Highway en N.

La Philip Goldson Highway, anciennement nommée Northern Highway (littéralement Grande route du Nord en anglais), est l'une des cinq routes principales du Belize, pays d'Amérique centrale. Elle relie Belize City au nord-ouest du pays.

## Présentation
La route est renommée Philip Goldson Highway en honneur de Philip Goldson en septembre 2012.